# دونالد ميلز
دونالد ميلز (بالإنجليزية: Donald Mills)‏ هو لاعب كرة قدم أسترالية أسترالي، ولد في 28 أغسطس 1909، وتوفي في 5 يناير 1945.

## وصلات خارجية
- دونالد ميلز على موقع AustralianFootball.com (الإنجليزية)
- دونالد ميلز على موقع AFLtables.com (الإنجليزية)